# Galerija Jakčev dom
Galerija Jakčev dom je galerija v Novem mestu, ki deluje v sklopu Dolenjskega muzeja. Nahaja se na Sokolski ulici v starem delu mesta.
V Novem mestu so leta 1964 načrtovali izgradnjo Jakčevega paviljona, kjer bi bila razstavljena stalna zbirka del Božidarja Jakca. Zaradi finančnih težav projekt ni bil nikoli izpeljan, stalna zbirka pa je ob umetnikovi osemdesetletnici leta 1979 našla svoj prostor v nekdanji hiši Jakčevih staršev, s katero je takrat upravljal Šolski center za gostinstvo. 
Stavbo je dal leta 1904 sezidati Jakčev oče Anton Jakac, arhitekt, ki jo je oblikoval pa je bil Italijan Giuseppe Oliva. Anton Jakac je imel ob naročilu zahteve, da arhitekt izriše sodoben hotel in kavarno, s katerima je kasneje upravljala družina Jakac. Po vojni so stavbo nacionalizirali, v njej pa je svoje mesto dobila delavska menza. Leta 1965 je stavbo dobil v upravljanje Šolski center za gostinstvo, leta 1984 pa so jo spremenili v galerijo, ki je postala podružnica Dolenjskega muzeja. Zaradi očitnih razlogov so galerijo poimenovali Jakčev dom. 
Do leta 2006 je bila vsebinska zasnova Jakčevega doma nespremenjena, saj so bili vsi razstavni prostori namenjeni razstavi umetniških del Božidarja Jakca. V tem letu je bila končana prenova galerije, Dolenjski muzej pa se je po njej odločil, da razširi krog razstav in poleg primarne stalne razstave Božidarja Jakca obiskovalcem ponudi še dve stalni razstavi. Tako je v Jakčevem domu dobila stalno mesto likovna razstava Dolenjskega muzeja in likovnopedagoška zbirka. Poleg tega je del razstavnih prostorov namenjen galerijski dejavnosti, s katero želi muzej omogočiti slovenskim in tujim umetnikom predstavitev svojih del.